# انتخابات ریاست‌جمهوری بلاروس (۲۰۱۵)
انتخابات ریاست جمهوری بلاروس در تاریخ ۱۱ اکتبر ۲۰۱۵ برگزار شد. رئیس جمهور کنونی بلاروس، الکساندر لوکاشنکو که از سال ۱۹۹۱ میلادی در همهٔ انتخابات ریاست جمهوری برنده‌شده، برای پنجمین بار پیاپی با ۸۴٪ آرا برنده شد.